# Квілінг

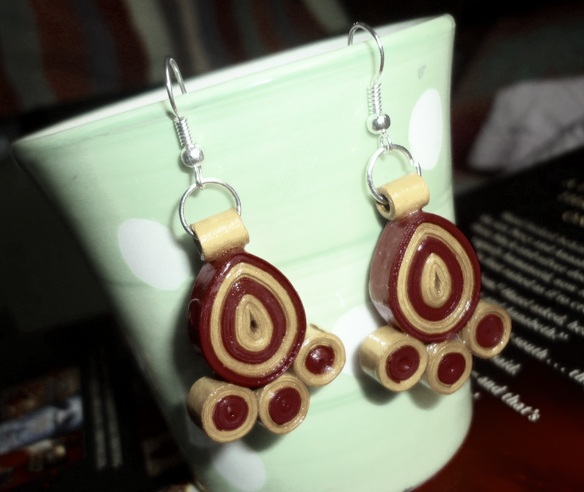
Сережки створені методом квілінгу

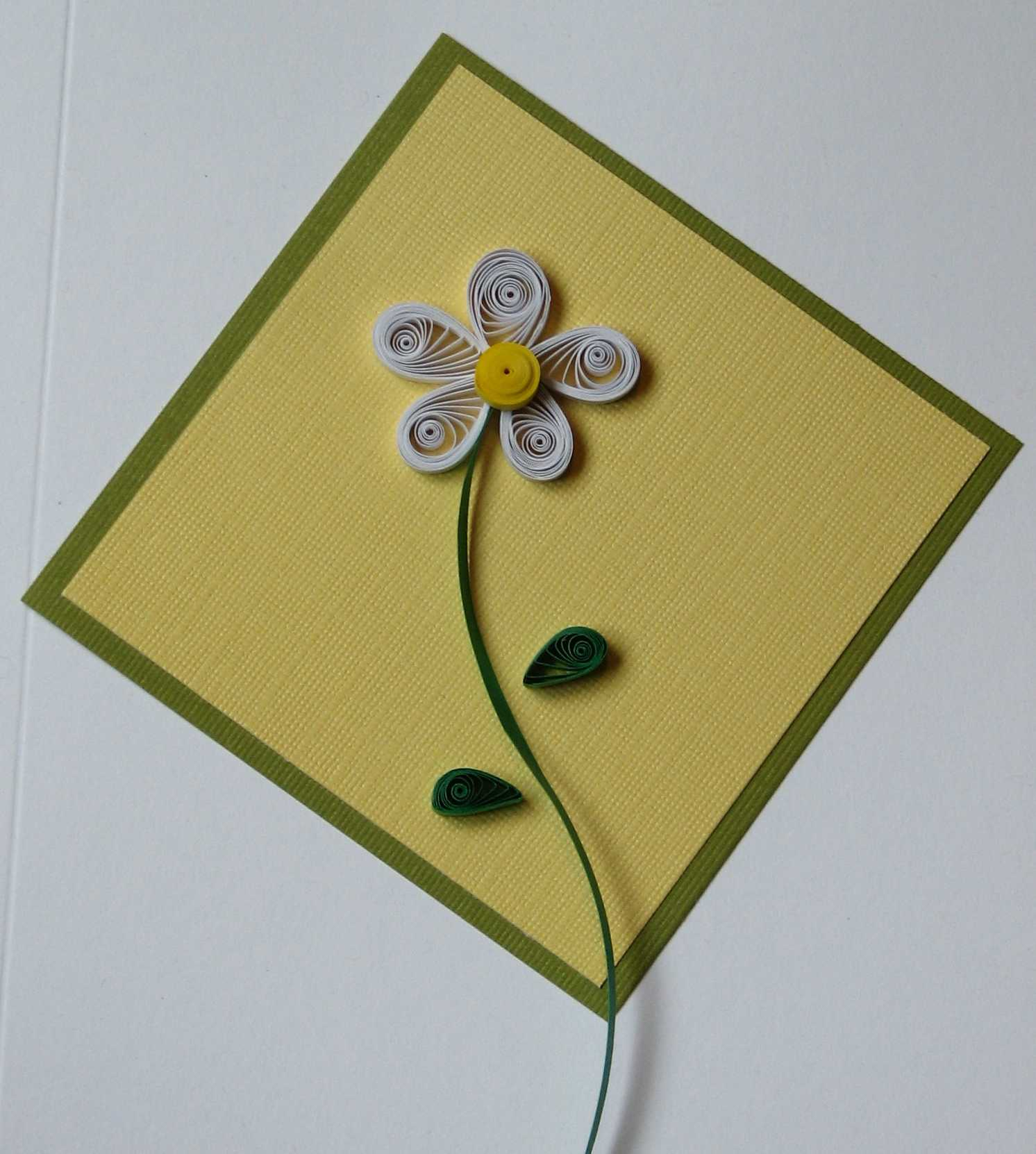
Ромашка

Кві́лінг (англ. quilling — «рюш». Походить від слова quill — пташине перо, гофрувати, плоїти, паперокручення) — мистецтво виготовлення плоских або об'ємних композицій зі скручених у спіралі смужок паперу.

## Історія квілінгу
Хоча достовірно походження квілінгу не відоме, вважається що він з'явився одразу після винайдення паперу, в Китаї у 105 н. е. Інші джерела стверджують, що квілінг практикувався у Давньому Єгипті.
Одне можна сказати напевно — квілінг має дуже багату історію.
Вважається у 300—400 роки срібні та золоті дротики були закручені навколо стовпів та ваз, гарні ювелірні роботи було зроблено саме за допомогою техніки квілінг. До 1200-х це захоплення було дуже популярним. Головним матеріалом був метал, тож коли він став недоступним для мирянина, змінився на папір.
Вперше документально згаданий квілінг у 1200-х, але фактично почав використовуватись у 1500-1600-ті французькими та італійськими черницями. Вони використовували рвані шматочки бібельдруку (особливо тонкий непрозорий папір), та гусяче пір'я, щоб прикрасити релігійні догмати та картини. Саме використання гусячого пір'я породило термін «quilling».
Починаючи з кінця 1600-х квілінг став досить популярним захопленням у Європі та Англії серед молодих дам. У школах дівчата вивчали квілінг разом із вишиванням. Приклади таких робіт все ще існують із назвою школи та ім'ям дівчинки на звороті.
Квілінг ніколи не був розвагою у вільний час для жінок робочого класу. І лише дами вищого класу мали час на квілінг, не маючи потреби у роботі, доки гідний наречений не зробить пропозицію. Цю техніку використовували для прикрашання та декорування меблів, ваз, підставок, корзин, шкатулок тощо. Тільки люди з грошима могли дозволити собі купівлю матеріалів для квілінгу. Як фон використовували фольгу та флюди.
Поселенці привезли із собою квілінг у Америку, і там він пережив переродження.
У наші часи квілінг став досить відомим і доступним, тож кожен охочий тепер може створювати неповторні шедеври у себе вдома.

## Інструменти для квілінгу
Інструменти для квілінгу бувають різні. Проте, для виконання робіт у техніці паперокручення спеціальні інструменти мати не обов'язково.

### Шило
У Європі використовують для скручування смужок паперу пластмасову чи металеву паличку з розщепленим кінцем. Проте можна використовувати і звичайне шило з діаметром приблизно один міліметр. Також можна зробити прилад для скручування паперу самостійно за допомогою голки з підрізаним вушком та дерев'яної ручки. Ці засоби використовуються для виготовлення паперових спіралей.

### Пінцет
Кінці повинні бути гострими, точно суміщеними. Для виконання робіт високої точності. Має бути зручним для вашої руки та забезпечувати надійне захоплення паперу.

### Ножиці
Ножиці мають бути достатньо загострені для максимально точної нарізки бахроми.

### Клей
Клей має достатньо швидко засихати і не залишати слідів.

## Папір для квілінгу
Готові нарізані смужки паперу різного кольору можна купити у спеціалізованих магазинах або зробити самим за допомогою ножиць, олівця та лінійки. Стандартна ширина смужки приблизно 3 — 7 мм. Папір має бути пофарбований в обсязі, тобто обидві сторони і зріз мають бути одного кольору. Можна взяти кольоровий папір для принтера.

## Техніка квілінгу
Смужка паперу звивається у щільну спіраль. Починати потрібно з краю смужки, який накручується на кінчик гострого шила. Після декількох щільно накручених витків валик можна зняти з шила та крутити вручну. Скручувати рулон потрібно двома руками, аби він не розпустився раніше, ніж потрібно. Тепер, коли уся стрічка згорнута послабте пальці і дайте їй трохи розпуститися. Кінчик паперу змащується клеєм та закріплюється. Тепер заготівлі можна надати бажаної форми, в залежності від того де і як її стиснути. Результат залежить лише від вашої фантазії.